# Die Märchen von Beedle dem Barden
Die Märchen von Beedle dem Barden (Originaltitel: The Tales of Beedle the Bard) ist ein Buch der britischen Schriftstellerin Joanne K. Rowling. Es gehört in die Welt der Harry-Potter-Reihe und wurde weltweit am 4. Dezember 2008 veröffentlicht. Die deutsche Übersetzung stammt von Klaus Fritz.

## Inhalt
Das Buch enthält eine Sammlung fiktiver Märchen, die der Harry-Potter-Welt entstammen. Auf jedes Märchen folgt ein Kommentar von Albus Dumbledore, dem ehemaligen Schulleiter von Hogwarts, in dem er es analysiert, Überlegungen zu ihm anstellt und fiktive Hintergrundinformationen liefert. Die fünf Märchen tragen die Titel Der Zauberer und der hüpfende Topf (engl. The Wizard and the Hopping Pot), Der Brunnen des wahren Glücks (The Fountain of Fair Fortune), Des Hexers haariges Herz (The Warlock’s Hairy Heart), Babbitty Rabbitty und der gackernde Baumstumpf (Babbitty Rabbitty and her Cackling Stump) sowie Das Märchen von den drei Brüdern (The Tale of the Three Brothers).
Weiterhin enthält das Buch ein von der Autorin verfasstes Vorwort. Darin vergleicht sie unter anderem Beedles Märchen mit „unseren“ Märchen; es gebe zwar viele Parallelen, wie etwa den grundsätzlichen Sieg des Guten, aber auch Unterschiede, wie eine weniger negative Darstellung der Zauberei und eine größere Selbstständigkeit der weiblichen Figuren.

## Bedeutung in der Harry-Potter-Welt
Die Märchen von Beedle dem Barden ist in der Welt der Harry-Potter-Bücher eine bekannte Sammlung von Märchen. Im letzten Band der Reihe (Harry Potter und die Heiligtümer des Todes) hinterlässt der verstorbene Professor Dumbledore Hermine ein Exemplar der Märchensammlung. Erst nach einiger Zeit erfahren Hermine, Harry und Ron, dass das Märchen von den drei Brüdern einen wahren Kern besitzt und Hinweise auf drei mächtige magische Gegenstände, die Heiligtümer des Todes, gibt. Das Märchen ist somit ein Schlüssel zur Auflösung der Handlung.
Vier der Märchen wurden im Buch erwähnt, das Märchen Des Hexers haariges Herz wurde von Rowling zusätzlich erdacht.

## Ursprüngliche Bestimmung
Nach dem Fertigstellen des letzten Harry-Potter-Romans, Harry Potter und die Heiligtümer des Todes, schrieb Rowling 2007 sieben handgefertigte Ausgaben der Märchen von Beedle dem Barden. Sechs davon verschenkte sie aus Dank an Personen, die ihr im Laufe der Jahre im Rahmen der Harry-Potter-Veröffentlichungen zur Seite standen. Die siebte Ausgabe wurde für wohltätige Zwecke versteigert. Der Höchstbietende war das Unternehmen amazon.com, der Erlös von 1,95 Millionen Pfund (2,5 Millionen Euro) kam Rowlings Children’s High Level Group zugute. Amazon stellte das Buch für die Öffentlichkeit zur Verfügung und stellte Scans sowie Zusammenfassungen der Texte auf die eigene Homepage.

## Rezensionen
Carola Siedentop urteilte, dass Anhänger der Reihe um Harry Potter vieles wiederkennen dürften, auch wenn das Buch keine Fortsetzung sei. Personen, die Harry Potter nicht gelesen hätten, würden die Märchen allenfalls ansprechend finden. Amüsant seien allerdings die Anmerkungen von Albus Dumbledore. 
Nach Monika Burghard handelt es sich um kurze und charmante Märchen, die konventionell beginnen und bei denen am Ende stets alle Magier gut seien. Im Kern gehe es in den Märchen, wie auch bei traditionellen Märchen, nicht um Probleme von Kindern und Jugendlichen, sondern von Erwachsenen.
Wieland Freund sah das Buch als ein postmodernes Spiel mit diversen Fiktionen, bei dem nur die Autorin real sei. Es handele sich um keinen echten Potter, sondern sei als Teil der Potter-Paratexte seit 2001 zu sehen. Das Buch zeige Rowlings Lust am Zitieren; so gebe es Hinweise auf Goethes Der Zauberlehrling, Edgar Allan Poes Das verräterische Herz, Lewis Carroll sowie The Pardoner’s Tale aus Geoffrey Chaucers Canterbury Tales. Insgesamt seien die Märchen von Beedle dem Barden eine Rechtfertigungsschrift und eine Ermunterung in Sachen Emanzipation.

## Verfilmung
Das Märchen von den drei Brüdern ist im Film Harry Potter und die Heiligtümer des Todes: Teil 1 zu sehen. Dabei liest Hermine (wie in der Romanvorlage) die Geschichte vor und die Charaktere werden in animiertem Schwarz-Weiß gezeigt.

## Ausgaben
- Joanne K. Rowling: Die Märchen von Beedle dem Barden. Carlsen, Hamburg 2008, ISBN 3-551-59999-8 (Gebundene Ausgabe). (4 Wochen lang in den Jahren 2008 und 2009 auf dem Platz 1 der Spiegel-Bestsellerliste)
- Joanne K. Rowling: Die Märchen von Beedle dem Barden. Carlsen, Hamburg 2009, ISBN 978-3-551-35926-1 (Taschenbuchausgabe mit Cover von Sabine Wilharm)
- Joanne K. Rowling: Die Märchen von Beedle dem Barden. Carlsen, Hamburg 2009, ISBN 978-3-551-35940-7 (Taschenbuchausgabe mit Cover von Joanne K. Rowling)
- Außerdem ist exklusiv beim Onlinehändler Amazon eine Sammlerausgabe des Buchs erhältlich, die zusätzliche Illustrationen enthält und einen Druck von Joanne K. Rowlings handschriftlicher Einleitung. Dem Buch liegt eine Samttasche mit gestickter Unterschrift von Rowling bei.[5] Bereits vier Wochen nach der Veröffentlichung in Deutschland stand es an der Spitze der Listen von Bestsellern.[6]